# Дејан Бајић
Дејан Бајић (Нови Сад, 11. август 1993) српски је професионални фудбалер.

## Каријера
Бајић је свој први професионални уговор потписао 2010/2011 за ФК Доњи Срем 2015 (Суперлига Србије у фудбалу). Након 6 месеци одлази на позајмицу у ФК Железник. После само неколико одиграних утакмица оставио је утисак као вансеријски брз играч и добија понуду од француског ФК Амјен. 1. јулa 2013. године потписује уговор на 3 године за Амјен у трансферу вредном 50.000 евра. Иако је потписао за први тим, због проблема са повредом највише је провео времена играјући за Б тим. Почетком јануара 2015. године добија понуду од грчког друголигаша и потписује уговор са Аполон Понту (Супер лига 2). Бајићеве игре нису прошле незапажено и након 6 месеци у Грчкој добија понуду са Јамајке. 1. јулa 2015. године потписује уговор на 2 сезоне са Монтего Беј Јунајтед (јамајчанска Премијер лига) у трансферу вредном 30.000 евра. То је био први пут да је нека екипа са Јамајке платила обештећење за неког играча из Европе. У својој првој сезони Бајић осваја шампионску титулу и постаје најбољи стрелац екипе са 17 голова. Следеће сезоне постаје најбољи стрелац лиге са 23 гола и 10 асистенција, чиме је оборио рекорд по броју голова у једној сезони као инострани играч. Након 2 успешне сезоне на Јамајци, Бајић добија понуду из Мексика и одлази у клуб Тихуану. Након неколико недеља тренинга клуб добија забрану регистровања играча услед великих дуговања и Бајић се враћа у Европу и 1. јулa 2019. године потписује уговор са грчким Етитос Спата. Након одигране полусезоне одлази на познато грчко острво и потписује уговор до краја сезоне са АЕ Миконос. Након кратке епизоде у Грчкој добија понуду из Србије и потписује уговор са ОФК Београд. Запаженим играма и головима оставља екипу у лиги у најтежим тренуцима у историји клуба. Бајић опет одлази у Грчку и након проведених 8 месеци враћа се у Србију и 5. августа 2022. године потписује уговор са ОФК Београд, где постаје један од најбољих играча у историјском повратку у Суперлигу Србије у фудбалу.

## Трофеји
- Montego Bay United — Премијер лига Јамајке 2015/2016
- ОФК Београд — Прва лига Србије у фудбалу 2023/24.[2][3]
- ОФК Београд — Српска лига Београд 2022/2023